# Ivan Elliott
Ivan Cornelius Elliott jr. (San Francisco, 3 novembre 1986) è un ex cestista statunitense.